# اوپل مونتسا
اوپل مونتسا (به آلمانی: Opel Monza) خودروی شرکتی فست‌بک تولیدشده توسط شرکت خودروسازی اوپل است که از سال ۱۹۷۸ تا ۱۹۸۶ تولید می‌شد. این خودرو در بریتانیا به نام واکسول رویال کوپه توسط واکسول فروخته شد.